# Fairmont (West Virginia)
 For alternative betydninger, se Fairmont. (Se også artikler, som begynder med Fairmont)
Fairmont er en by i den amerikanske delstat West Virginia. Byen har 18.416(2020) indbyggere. Byen er administrativt centrum i det amerikanske county Marion County.